# Formazione degli Evanescence
(Amy Lee - Spin, 5 marzo 2010)

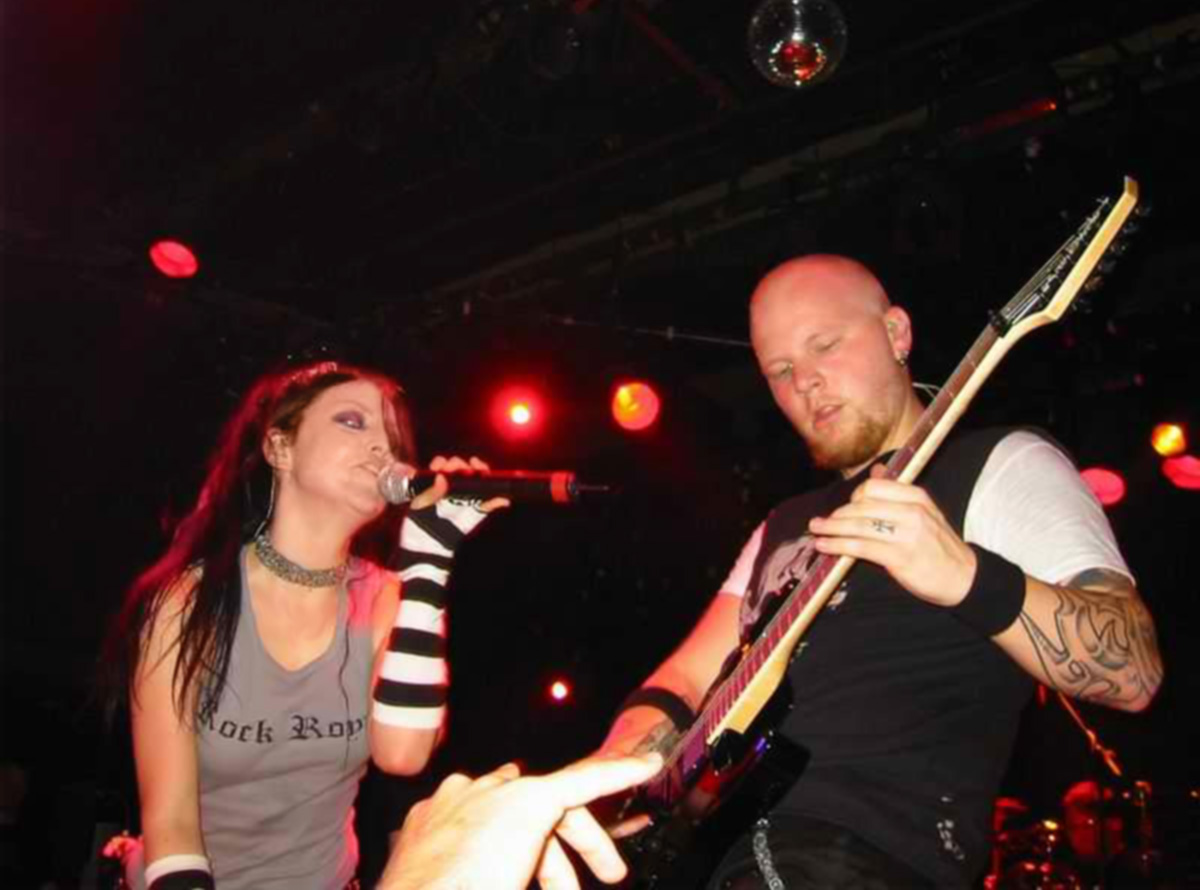
Amy Lee e Ben Moody, i due fondatori degli Evanescence, durante un concerto nel 2003.

Gli Evanescence hanno cambiato diverse volte la loro formazione. L'unico componente presente dalla data di fondazione del gruppo, nel 1995, è la frontwoman-cantante Amy Lee, l'indiscussa leader, soprattutto da quando il cofondatore Ben Moody decise di lasciare la band nel 2003 nel bel mezzo del tour europeo.

## Storia della formazione
La band fu fondata dalla cantante Amy Lee e dal chitarrista Ben Moody nel 1995. Più tardi, nel 1999, fu chiesto a David Hodges di unirsi alla band. Partecipò anche al processo di scrittura della maggior parte della canzoni del demo album Origin e dell'album di debutto, Fallen. David, tuttavia, lasciò la band spontaneamente il 19 dicembre 2002, al termine della registrazione del nuovo materiale, in quanto riteneva che la sua permanenza avrebbe portato la band a una maggiore ed erronea appartenenza al rock cristiano.
Il 22 ottobre 2003 Ben Moody lasciò gli Evanescence nel bel mezzo del tour europeo, senza spiegare il perché di questa sua scelta. Diversi mesi dopo, Amy Lee dichiarò in un'intervista: «In verità è stato un sollievo, non lo dico come qualcosa di negativo contro Ben, ma eravamo passati oltre molte cose ed eravamo arrivati ad un punto di rottura. E il fatto è che eravamo arrivati al punto in cui se non fosse cambiato qualcosa non avremmo mai potuto realizzare un secondo album.»
Da diverse dichiarazioni di quel periodo trapelava lo stato di tensione in cui lavorava la band e, come raccontava una voce poi confermata dallo stesso Moody, uno dei motivi che scatenò questa discordia fu quello di un grave disturbo diagnosticato al chitarrista a fine 2003: il disturbo bipolare. Questo non avrebbe fatto altro che accentuare la tensione tra i due fondatori, che già da tempo non condividevano più le stesse idee sul fare musica in quanto Ben, secondo Amy, mirava a qualcosa di più commerciale. Inizialmente si pensava che Wes Borland, storico chitarrista dei Limp Bizkit, fosse stato nominato come successore di Moody, ma questa voce venne in seguito smentita da Wes stesso. Alla fine fu Terry Balsamo (dei Cold) a unirsi al gruppo.
Il 5 ottobre 2006 iniziò il tour per promuovere il nuovo album, The Open Door, insieme al nuovo bassista Tim McCord, in sostituzione di Will Boyd, il quale lasciò la band nel luglio 2006 poiché sentiva l'esigenza di passare più tempo con la famiglia.
Inoltre il 4 maggio 2007, durante il tour di The Open Door, Amy Lee licenziò il chitarrista John LeCompt (il quale è stato obbligato dalla Wind-up Records a non rivelare i motivi del licenziamento) e di conseguenza anche il batterista Rocky Gray abbandonò la band. I due vennero rispettivamente sostituiti da Troy McLawhorn e Will Hunt, all'epoca membri della Hard rock band Dark New Day, per portare a termine il tour in corso.
Dopo l'ultima data del tour, l'8 dicembre 2007, la collaborazione dei due musicisti fu, da contratto, conclusa; con un post su MySpace.com Will Hunt confermò la sua permanenza nella sua band d'origine mentre, senza comunicati ufficiali, Troy McLawhorn si unì ai Seether.
Quando gli Evanescence entrarono in studio il 22 febbraio del 2010 per incominciare le registrazioni del loro nuovo album omonimo, che sarebbe stato prodotto dal Steve Lillywhite, Will Hunt continuò quindi a suonare nella band come batterista e fu ingaggiato il secondo batterista e programmatore, William Barry Hunt (meglio conosciuto come Will "Science" Hunt), per poter assistere al processo di scrittura del nuovo album. Durante la seconda fase selle sessioni di registrazione dell'album, ossia quando il progetto elettronico venne quasi del tutto accantonato orientandosi maggiormente verso un progetto molto più improntato sul rock, Troy McLawhorn, che aveva abbandonato la band per stare in gruppo con i Seether, decise di ritornare con gli Evanescence per partecipare anche lui al processo creativo del nuovo album. Secondo quello che dichiarò la moglie di Troy, Amy Anderegg McLawhorn, sarebbe stato Lemmy Kilmister, noto cantante dei Motörhead, a consigliare al chitarrista di unirsi di nuovo agli Evanescence, band di cui non ha mai nascosto una certa ammirazione. Questa è stata una delle motivazioni che ha portato Troy a scegliere gli Evanescence come band definitiva, non rinunciando comunque a far parte, durante i periodi di pausa della band, ad altri progetti paralleli, così anche Will.
Il 7 agosto 2015, venne annunciato che Terry Balsamo avrebbe lasciato la band e sarebbe stato sostituito da Jen Majura, una chitarrista e cantante tedesca. Questo fa di Majura il primo membro femminile degli Evanescence dopo Amy Lee. Jen rimase nel gruppo circa otto anni, fino al suo licenziamento annunciato il 21 maggio 2022. Nei giorni seguenti la band annuncia la nuova formazione introducendo Emma Anzai dei Sick Puppies al basso e spostando Tim McCord alla chitarra.

## Formazione attuale
- Amy Lee – voce, tastiere, pianoforte, organo, arpa (1995 – presente)
- Tim McCord – chitarra ritmica (2022 – presente), basso (2006 – 2022)
- Will Hunt – batteria (2007 – presente)
- Troy McLawhorn – chitarra solista (2007 – presente), cori, seconda voce (2011 – presente), chitarra ritmica (2007 – 2015)
- Emma Anzai – basso, cori, seconda voce (2022 – presente)

## Ex-componenti

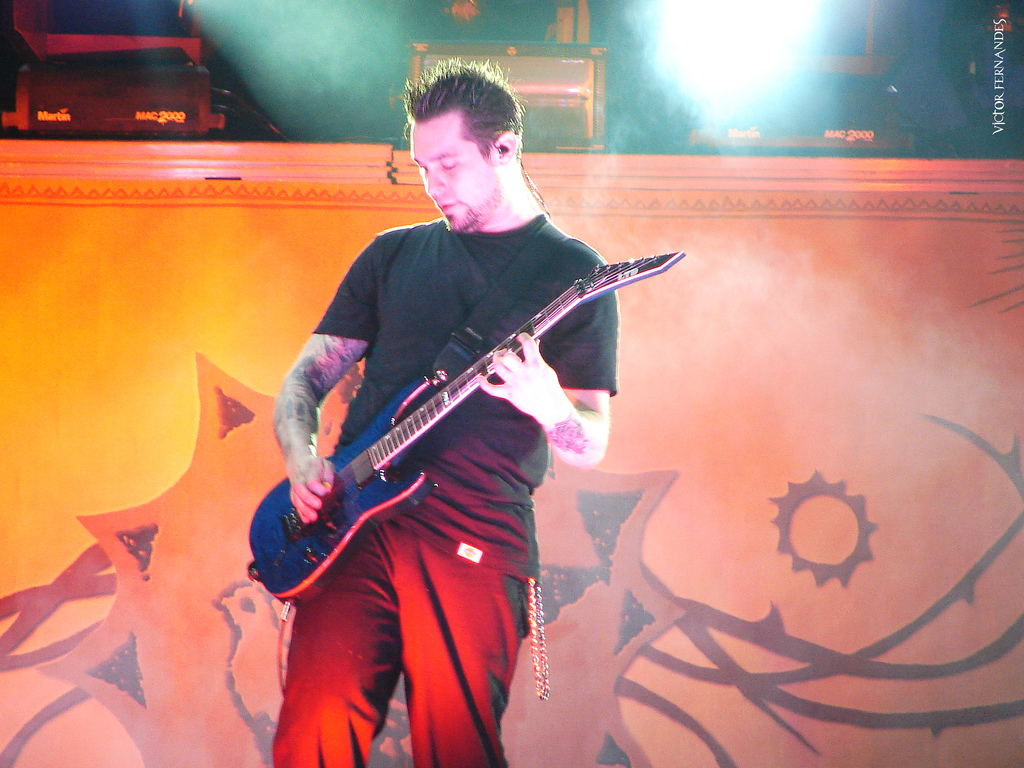
John LeCompt, ex componente degli Evanescence, licenziato per motivi sconosciuti da Amy Lee il 4 maggio 2007.

- Ben Moody – chitarra solista e ritmica, basso, batteria (1995 – 2003)
- David Hodges – tastiere, batteria, programmazione, cori, seconda voce (1999 – 2002)
- Will Boyd – basso (1996 – 2002, 2003 – 2006), chitarra ritmica e solista, cori (1997 – 1998)
- John LeCompt – chitarra ritmica, cori, seconda voce (2002 – 2007)
- Rocky Gray – batteria, percussioni (1998 – 2002, 2003 – 2007)
- Terry Balsamo – chitarra solista (2003 – 2015)
- Jen Majura – chitarra ritmica, cori, seconda voce (2015 – 2022)

## Musicisti di supporto
- Matt Outlaw – batteria (1996 – 1998)
- Nick Williams – basso (1997 – 1998)
- Adrian James – violino (1998 – 1999)
- Stephanie Pierce – cori, seconda voce (1998 – 2000)
- Francesco DiCosmo – basso (2002 – 2003)
- Josh Freese – batteria, percussioni (2002 – 2003)
- David Eggar – violoncello (2006 – 2007)
- James Black – chitarra ritmica e solista (2008)
- Will B. Hunt – batteria, percussioni, programmazione (2010 – 2011)